# Idrettsforeningen Ørnulf gjennom 50 år
Idrettsforeningen Ørnulf gjennom 50 år er en bog skrevet i anledning af Ørnulfs 50-årsjubilæum i 1943. Krigen gjorde at bogen først udkom i 1946. Redaktionen bestod af Alf Chr. Lund, Thorbjørn A. Fladvad og Gunnar Jacobsen.
Bogen er på 303 sider og handler om atletik, brydning, boksning, skydning og historien om damegruppen og seniorklubben. Alle begivenheder fra 1893 til 1943 er behørig omtalt i bogen. Bogen er rigt illustreret med billeder af enkeltpersoner og gruppebilleder. I bogen findes der også resultatlister, rekordtabeller og et navne-register med næsten 1000 personer.